# Comtat de Longford
El comtat de Longford —Longfoirt en gaèlic irlandès— és un comtat de la província de Leinster (República d'Irlanda). Rep el nom per la seva capital, la vila d'An Longfort. El seu lema és Daingean agus Dílis (forta i lleial). És el comtat de la república d'Irlanda més petit en extensió i el segon menys poblat.

## Ciutats i viles
- Abbeylara
- Abbeyshrule
- Ardagh
- Aughnacliffe
- Ballinamuck
- Ballymahon
- Ballinalee
- Brickeens
- Cloondara
- Colehill
- Dromard
- Drumlish
- Edgeworthstown
- Ennybegs
- Granard
- Keenagh
- Kenagh
- Killashee
- Killoe
- Lanesborough
- Leegan
- Lisryan
- An Longfort
- Moydow
- Moyne
- Mullinalaghta
- Newtowncashel
- Newtownforbes
- Taghshinny

## Galeria d'imatges

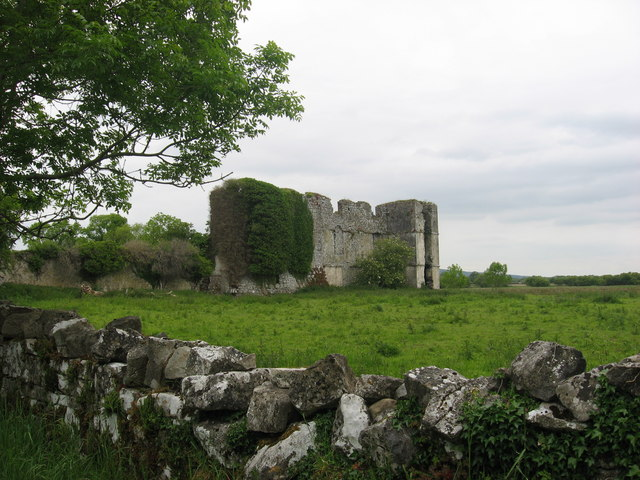
Castell de Rathcline
Granard Dance Hall
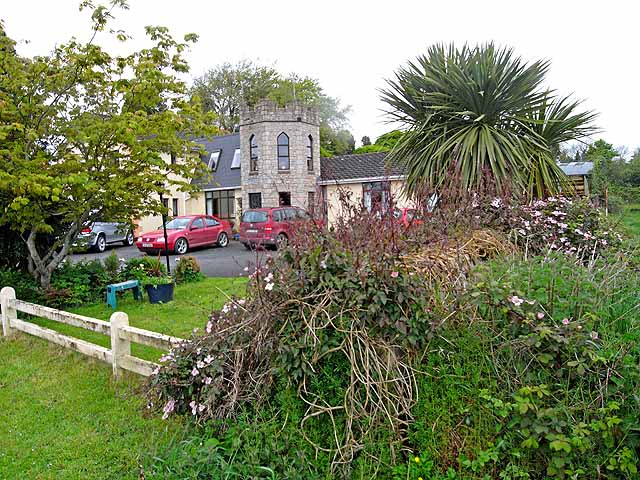
Castell Rosse House